# Corothamus medius
Corothamus medius là một loài thực vật có hoa trong họ Đậu. Loài này được (Hal.) Skalická mô tả khoa học đầu tiên năm 1967.